# Аукараму
Аукараму (-му — окончание среднего рода) — ау, 13-я гласная буква слогового алфавита телугу. В середине слова передаётся контактным диакритическим знаком аутваму ౌ. В повседневном написании обычно заменяется на అవు (аву, из букв «а» — అ, «в» — వ и диакритического знака «у» — ు), однако для записи слов на санскрите такая замена не используется. На письме сохраняется (совершенно бесполезный, в данном случае) знак талакатту (✓), например మౌ (мау), యౌ (йау) и హౌ(хау).